# Ilusiones
Ilusiones è una telenovela dell'anno 2000, trasmessa su Canal 13. Ha come protagonisti Oscar Martínez e Catherine Fulop.